# Dietista

La dietètica és la ciència mèdica que preveu i cura les malalties a través dels aliments.

Dietista o dietista-nutricionista és una persona experta en identificar i tractar la desnutrició relacionada amb malalties i en dur a terme teràpies de nutrició mèdica, per exemple, dissenyar un règim de nutrició enteral o mitigar els efectes de la caquèxia del càncer. Molts dietistes treballen als hospitals i solen veure pacients a petició de metges o infermers que han sol·licitat una avaluació i una intervenció nutricionals, per exemple, si un pacient ha perdut la seva capacitat d’empassar o requereix una nutrició artificial a causa d’una insuficiència intestinal. Els dietistes són els únics professionals sanitaris que tenen llicència per avaluar, diagnosticar i tractar aquests problemes. Al Regne Unit, el dietista és un "títol protegit", és a dir, la llei prohibeix identificar-se com a dietista sense una educació i un registre adequats.
Un dietista registrat al Regne Unit o als EUA ha de complir diversos requisits acadèmics i professionals especials, inclosa la realització d’un màster en nutrició i dietètica o equivalent. També s'han de completar una o més pràctiques (EUA) o pràctiques clíniques (Regne Unit). Aquests poden ser assignats i supervisats per la universitat com a part del programa de grau estructurat (Regne Unit) o es poden sol·licitar per separat (EUA).
Aproximadament la meitat tenen títols de postgrau i molts tenen certificacions en camps especialitzats com el suport nutricional, l'esport, la pediatria, la renal, l’oncològica, l’al·lèrgia alimentària o la nutrició gerontològica. Tot i que les prioritats d’avaluació difereixen segons l’àrea dels especialistes, la història mèdica i quirúrgica del pacient, la bioquímica, la dieta, els hàbits alimentaris i d’exercici solen ser la base de l’avaluació. Negocien un pla de tractament amb el pacient que pot incloure receptes, i les visites de seguiment sovint se centren en el manteniment i el seguiment del progrés.
La majoria treballen en el tractament i la prevenció de malalties en centres sanitaris. A més, molts dietistes registrats treballen en entorns comunitaris i de salut pública o en el món acadèmic i la investigació. Un nombre creixent de dietistes treballa en la indústria alimentària, el periodisme, la nutrició esportiva, els programes de benestar corporatiu, entre d'altres.

## Classificació de l'Organització Mundial de la Salut
Els dietistes supervisen la preparació i el servei dels aliments, desenvolupen dietes modificades, participen en investigacions i eduquen individus i grups sobre bons hàbits nutricionals. Els objectius dels dietistes són proporcionar una intervenció nutricional mèdica i obtenir, preparar, servir i assessorar amb seguretat sobre aliments atractius i nutritius per a pacients, grups i comunitats. La modificació dietètica per abordar problemes mèdics relacionats amb la ingesta dietètica és una part important de la dietètica. Per exemple, treballant en consulta amb metges i altres proveïdors d’atenció mèdica, un dietista pot proporcionar necessitats nutricionals artificials específiques a pacients que no poden consumir aliments amb normalitat. Els dietistes professionals també poden proporcionar serveis especialitzats en diabetis, obesitat, oncologia, osteoporosi, pediatria, malalties renals i investigació sobre micronutrients.
S'utilitzen diferents termes professionals en diferents països i entorns laborals per referir-se a la mateixa professió, per exemple, dietista clínic, dietista comunitari, educador dietètic, dietista de servei d'aliments, dietista registrat, dietista de salut pública, dietista terapèutic o dietista de recerca. En molts països, només les persones que han especificat credencials educatives i altres requisits professionals poden anomenar-se "dietistes"; el títol està legalment protegit. El terme "nutricionista" també s'utilitza àmpliament; no obstant això, els termes "dietista" i "nutricionista" no s'han de considerar intercanviables: la formació, la regulació i l'abast de la pràctica dels dos títols professionals poden ser molt diferents entre individus i jurisdiccions.
En molts països, la majoria dels dietistes són dietistes clínics o terapèutics, com el cas dels Estats Units, el Regne Unit i gran part d’Àfrica. En altres països, són sobretot dietistes de serveis alimentaris, com ara al Japó i a molts països europeus.

## Especialitzacions

### Dietistes clínics
Els dietistes clínics treballen a hospitals, ambulatoris, centres d'infermeria i altres centres sanitaris per proporcionar teràpia nutricional als pacients amb diverses condicions de salut i proporcionar consultes dietètiques als pacients i les seves famílies. Interactuen amb altres professionals de la salut per revisar les històries clíniques dels pacients i desenvolupar plans individuals per satisfer els requisits nutricionals. Alguns dietistes clínics també crearan o impartiran programes d'educació pública o ambulatòria en salut i nutrició. Els dietistes clínics poden proporcionar serveis especialitzats en àrees d'alimentació i dietes, alimentacions per sonda (anomenada nutrició enteral) i alimentacions intravenoses (anomenades nutrició parenteral), com ara nutrició parenteral total (TPN) o nutrició parenteral perifèrica (PPN). Treballen en equips amb metges, assistents mèdics, fisioterapeutes, terapeutes ocupacionals, terapeutes recreatius, farmacèutics, logopedes, treballadors socials, infermeres, tècnics dietètics, psicòlegs i altres especialistes per proporcionar atenció als pacients. Alguns dietistes clínics tenen dues responsabilitats amb la teràpia nutricional del pacient i en el servei o la investigació d'aliments.

### Dietistes comunitaris
Els dietistes de la comunitat treballen amb programes de benestar, agències de salut pública, agències d’atenció domiciliària i organitzacions de manteniment de la salut. Aquests dietistes apliquen i distribueixen coneixements sobre alimentació i nutrició a individus i grups de categories específiques, estils de vida i àrees geogràfiques per tal de promoure la salut. Sovint se centren en les necessitats de la gent gran, els nens o altres persones amb necessitats especials o accés limitat a menjar sa. Alguns dietistes de la comunitat fan visites a domicili per a pacients amb malalties que els impedeixen assistir a consultes en centres sanitaris per proporcionar atenció i instruccions sobre compres de queviures i preparació d'aliments.

### Dietistes de serveis alimentaris
Els dietistes o gestors de serveis alimentaris són responsables de la planificació i el servei a gran escala dels aliments. Coordinen, avaluen i planifiquen els processos de servei d'alimentació en centres sanitaris, programes de servei alimentari escolar, presons, restaurants i cafeteries d' empreses. Aquests dietistes poden realitzar auditories dels seus departaments per garantir els estàndards de control de qualitat i seguretat alimentària i llançar nous menús i diversos programes a la seva institució per satisfer els requisits nutricionals i de salut. Formen i supervisen altres treballadors del servei d’aliments, com ara el personal de cuina, el personal de repartiment i els ajudants o ajudants dietètics.

### Dietistes gerontològics
Els dietistes gerontològics són especialistes en nutrició i envelliment. Treballen a residències, a les agències comunitàries d’atenció a la gent gran, a les agències governamentals en matèria de política envelliment i a l'educació superior en el camp de la gerontologia.

### Dietistes neonatals
Els dietistes neonatals proporcionen teràpia de nutrició mèdica individualitzada per als nounats prematurs amb malalties crítiques. Es consideren una part de l'equip mèdic de la Unitat de Cures Intensives Neonatals. El dietista neonatal avalua clínicament els pacients, dissenya protocols nutricionals i iniciatives de millora de la qualitat amb l'equip mèdic, desenvolupa règims enterals i parenterals, ajuda a establir i promoure pautes de lactància i sovint supervisa la gestió de la prevenció d’infeccions en la manipulació, emmagatzematge i lliurament de productes nutricionals.

### Dietistes pediàtrics
Els dietistes pediàtrics proporcionen consells sobre nutrició i salut per a nadons, nens i adolescents. Se centren en les necessitats nutricionals primerenques i sovint treballen estretament amb metges, serveis de salut escolars, clíniques, hospitals i agències governamentals en el desenvolupament i implementació de plans de tractament per a nens amb trastorns alimentaris, al·lèrgies alimentàries o qualsevol afecció en què la dieta d’un nen requereixi un equilibri, com ara l’obesitat infantil.

### Dietistes investigadors
Els dietistes investigadors es poden centrar en la investigació de ciències socials o serveis de la salut, per exemple investigar l’impacte de les polítiques de salut o el canvi de comportament o avaluar l'eficàcia d'un programa. Poden fer una enquesta sobre la gestió dels sistemes de servei d’aliments per tal d’orientar la millora de la qualitat. Alguns dietistes investigadors estudien els aspectes bioquímics de la interacció dels nutrients dins del cos. A les universitats, també poden tenir responsabilitats docents. Els rols d'alguns dietistes clínics impliquen investigacions a més de la càrrega de feina dels seus pacients.

### Dietistes administratius
Els dietistes administratius o de gestió supervisen i dirigeixen tots els aspectes del servei de dietètica clínica, la política alimentària o les operacions de servei de menjars a gran escala en hospitals, agències governamentals, cafeteries d’empreses, presons i escoles. Recluten, formen i supervisen empleats dels departaments de dietètica, inclosos els dietistes i altre personal. Estableixen objectius, polítiques i procediments del departament; compres, equipament i subministraments; garantir els estàndards de seguretat i sanejament del servei d'alimentació; i administrar la gestió pressupostària.

### Dietistes de negocis
Els dietistes de negocis serveixen de recursos en alimentació i nutrició a través de negocis, màrqueting i comunicacions. L'experiència dels dietistes en nutrició sovint té demanda als mitjans de comunicació, per exemple, oferint opinió d’experts en notícies de televisió i ràdio o programes de cuina, columnistes per a un diari o revista o recurs per a restaurants sobre el desenvolupament i la crítica de les receptes. Els dietistes de negocis poden escriure llibres o butlletins corporatius sobre nutrició i benestar. També treballen com a representants de vendes per a empreses fabricants d’aliments que proporcionen suplements nutricionals i subministraments d’alimentació per tub.

### Dietistes consultors
Els dietistes consultors són aquells que es dediquen a la pràctica privada o practiquen de forma contractual amb centres o empreses d’atenció mèdica, com ara a Austràlia, Canadà i els Estats Units. Els dietistes consultors es contracten de manera independent per proporcionar consultes relacionades amb la nutrició o la salut i programes educatius a persones i instal·lacions sanitàries, així com a equips esportius, gimnasos i altres empreses i empreses relacionades amb la salut.